# 카투사

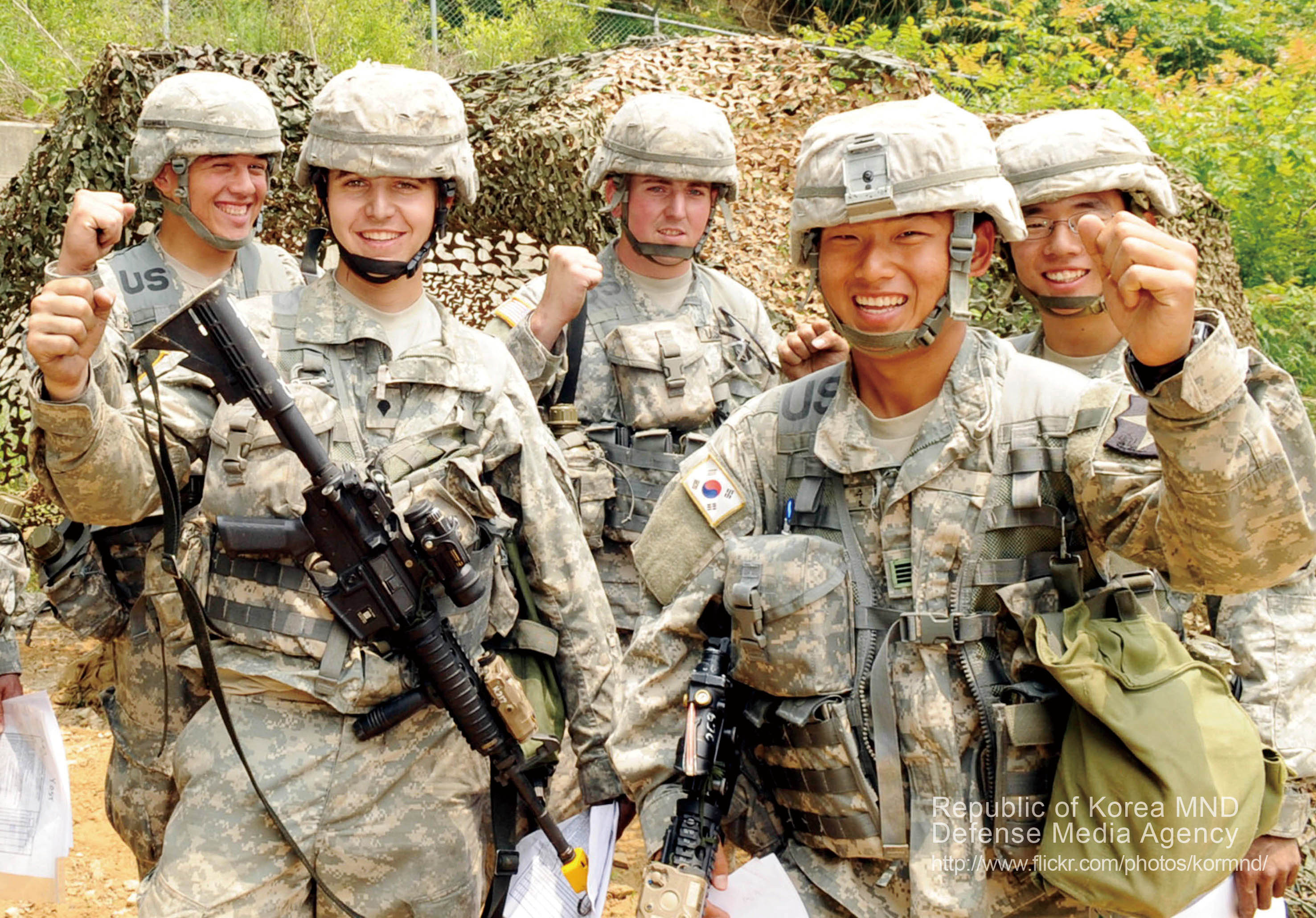
2009년 한미연합훈련에 참가한 카투사와 미군

카투사(영어: Korean Augmentation To the United States Army, KATUSA)
는 대한민국 육군인사사령부 예하 주한 미8군 한국군지원단(駐韓美八軍 韓國軍支援團) 소속으로서 주한 미국 육군에 파견되어 근무하는 대한민국 육군의 부사관(임기제부사관)과 병을 말한다.

## 역사

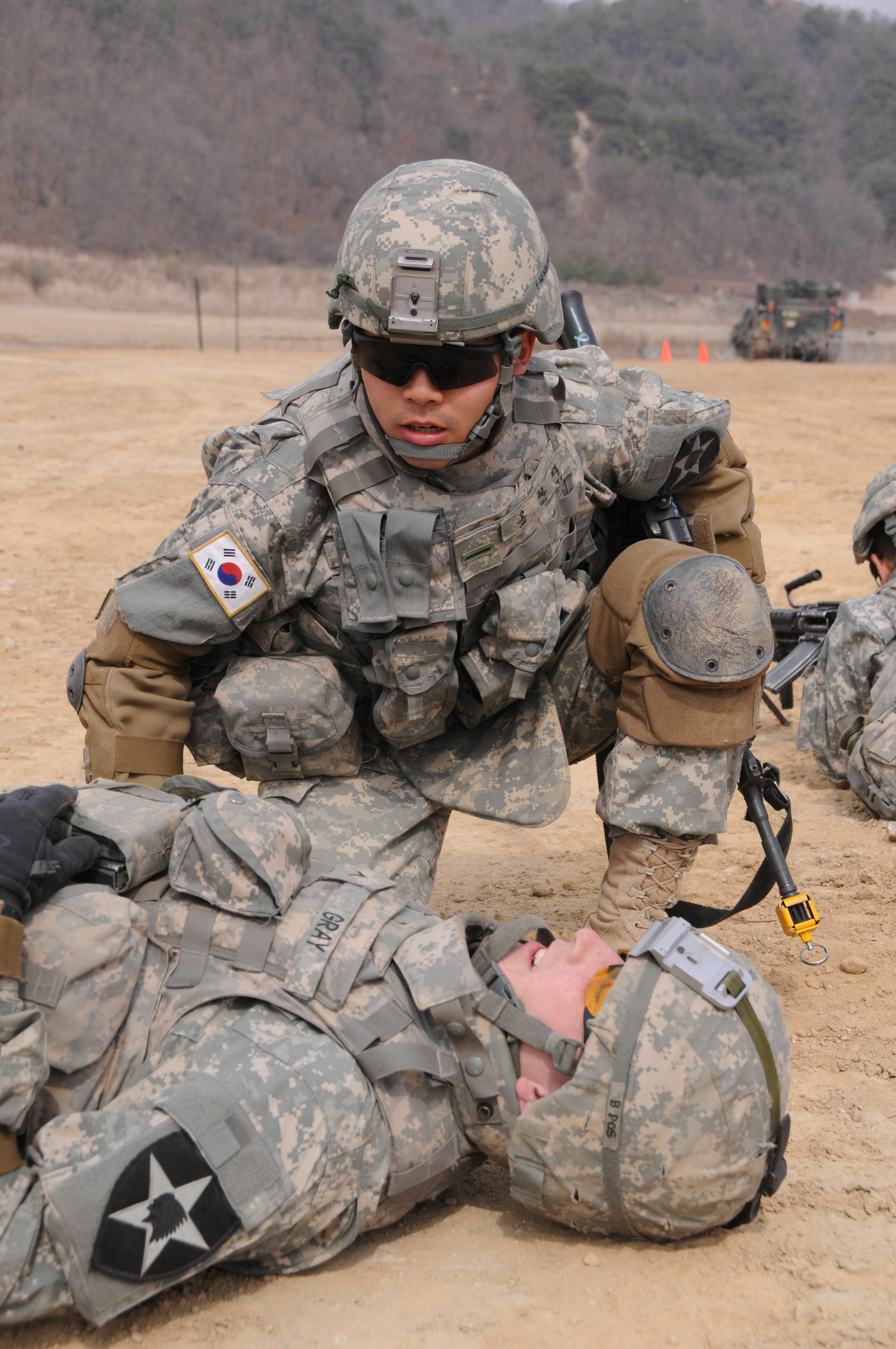
아미 컴뱃 유니폼을 입은 카투사 병사가 미 육군 2사단 소속으로 부상자 처치 훈련을 하고 있다.

카투사는 한국 전쟁 중이던 1950년 8월 15일 이승만 대통령과 더글라스 맥아더 유엔군사령관 간의 합의에 따라 공식화되었으며,
육군본부가 8월 16일에 국군 313명을 일본으로 이동시켜 8월 24일까지 총 8,625명의 국군을 미 제7사단에 배속하였으며, 20일에는 주한미군의 미 제2사단, 미 제24사단, 미 제25사단, 제1기병사단도 최초로 각각 250명씩 배속을 하였다.
창설 배경은 당시 본토에서 급파된 대부분의 미군 전투 병력들이 처음으로 한국에 도착하여 전투임무를 수행하는 것에 부담을 가지고 있었다고 한다. 따라서 미군들이 한반도에 도착하자마자 생소한 지리와 언어, 풍습이 낯선 환경에서 전투를 시작하는 것 보다는 한국의 지리와 풍습 그리고 언어에 능숙한 한국인 병사들이 옆에서 보조하는 것이 효과적일 것이라고 판단했기 때문이다.
한편 한국 전쟁 발발 이후 재일한국인들의 참전을 반대했던 미국 극동군사령부가 인천 상륙 작전 직전 역시 위와같은 이유로 방침을 바꾸어 재일한국인들의 참전을 허락하였다. 이에 따라 재일학도의용군 1진이 미 제7사단에 배속되어 인천 상륙 작전 참가하였고 이런 사실 때문에 재일학도의용군을 카투사의 모태로 보는 견해가 존재하지만 대략 3주 정도 먼저 대한민국 육군과 미군에서 카투사 제도를 이미 시행하고 있었기 때문에 모태로 보기에는 무리가 있다.

## 미래 계획
2007년 국방개혁 2020에 의해 2012년 4월 12일 전시작전권 환수에 따른 한미연합군사령부는 폐지될 것이나, 카투사는 전시작전권 환수 보류 이전인 2009년 6월에 존치하기로 방침을 바꾸었다. 즉 전시작전권 환수가 연기될 것이라는 뜻이다.

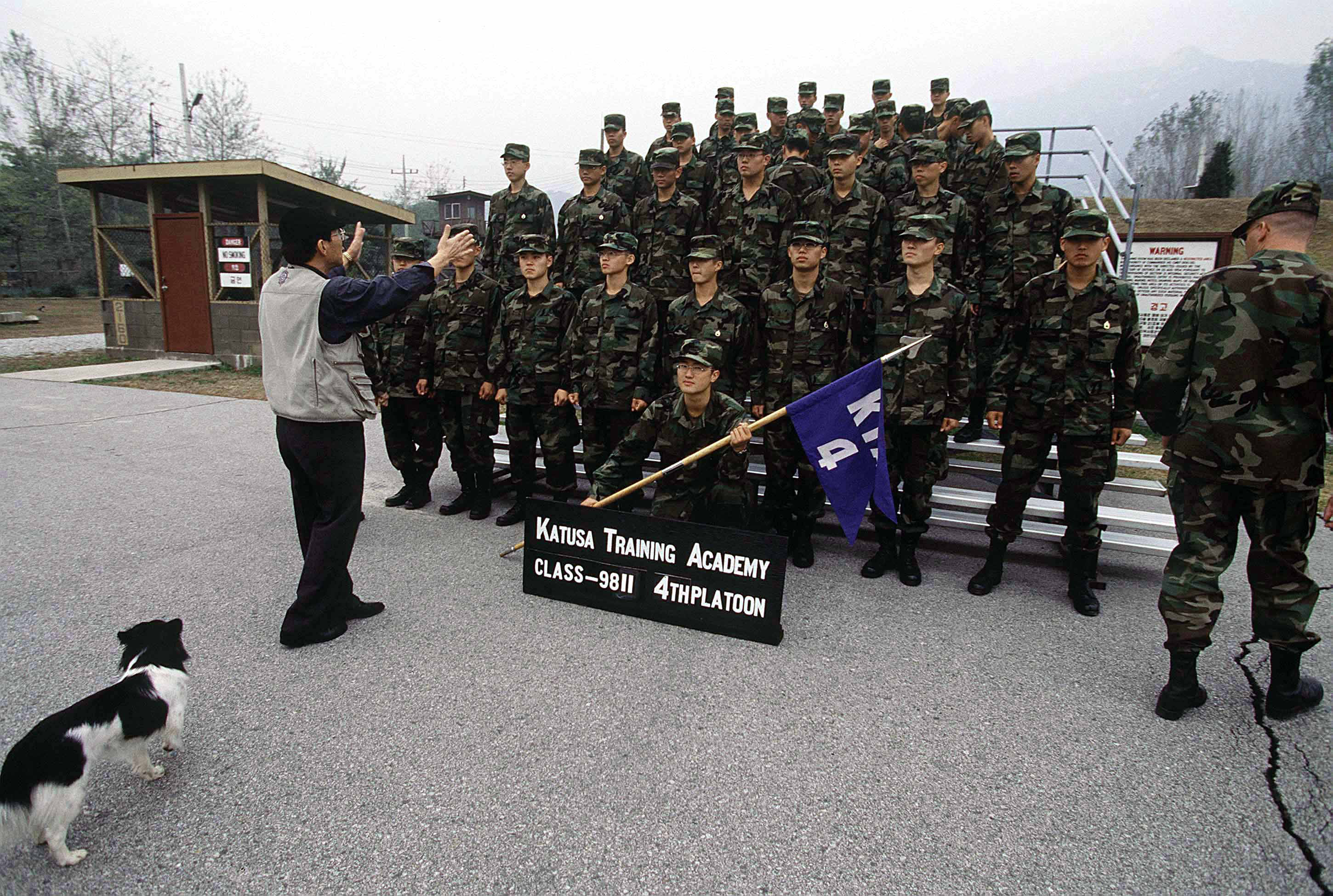
1998년 KTA 수료식

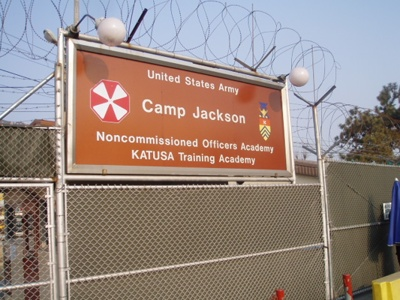
경기도 의정부시 소재하였던 캠프 잭슨의 KTA

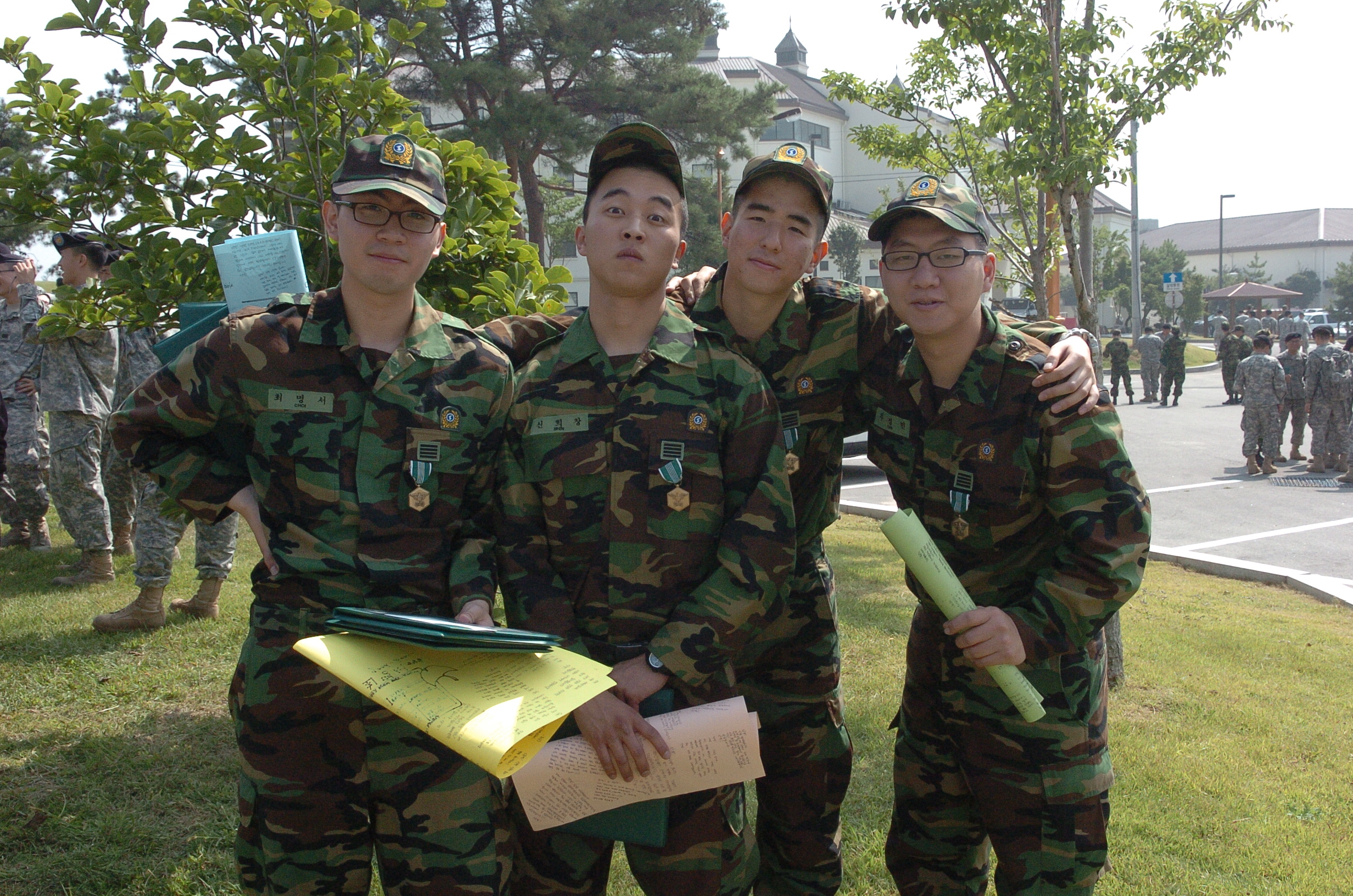
2007년 전역하는 카투사들

이어서 2010년 6월 27일, 이명박 대통령과 미국 오바마 대통령은 2015년 12월 1일로 연기하기로 합의하였다. 대신 재연기는 없는 것으로 하였다. 또한 전작권 전환 시기 조정에 맞춰 필요한 실무 작업을 진행하도록 양국 국방장관에게 지시하기로 하였다.
카투사는 한미연합사 소속이 아니라 대한민국 육군 인사사령부의 예하부대이며, 한미연합사가 창설되기 전에 카투사 제도가 이미 존재해 있었다. 따라서 한미연합사가 폐지됨과 동시에 카투사 제도가 폐지된다는 것은 잘못된 이야기이다.

## 구성
카투사의 모병은 인사사령부로부터 대한민국 병무청이 위임받아 시행한다. 부사관은 대한민국 육군에서 미국 육군으로 파견되는 형식으로 근무한다. 여담으로 임기제부사관을 제외한 지원반장 등, 대한민국의 부사관들은 미8군 600-2 규정상 카투사가 아니지만, 미 육군 규정상, 같은 Enlisted이기에 미 육군의 피복류와 장구류를 지급받는다. 지원단장을 비롯한 장교 또한 카투사가 아니다. 한번 전입오면 전역시까지 근무하는 것이 아니라, 일정 기간만 근무 후 다른 부대로 전속하기 때문이다. 부사관과 병은 미군의 전투복을 착용하나 장교는 한국군의 전투복을 착용한다.

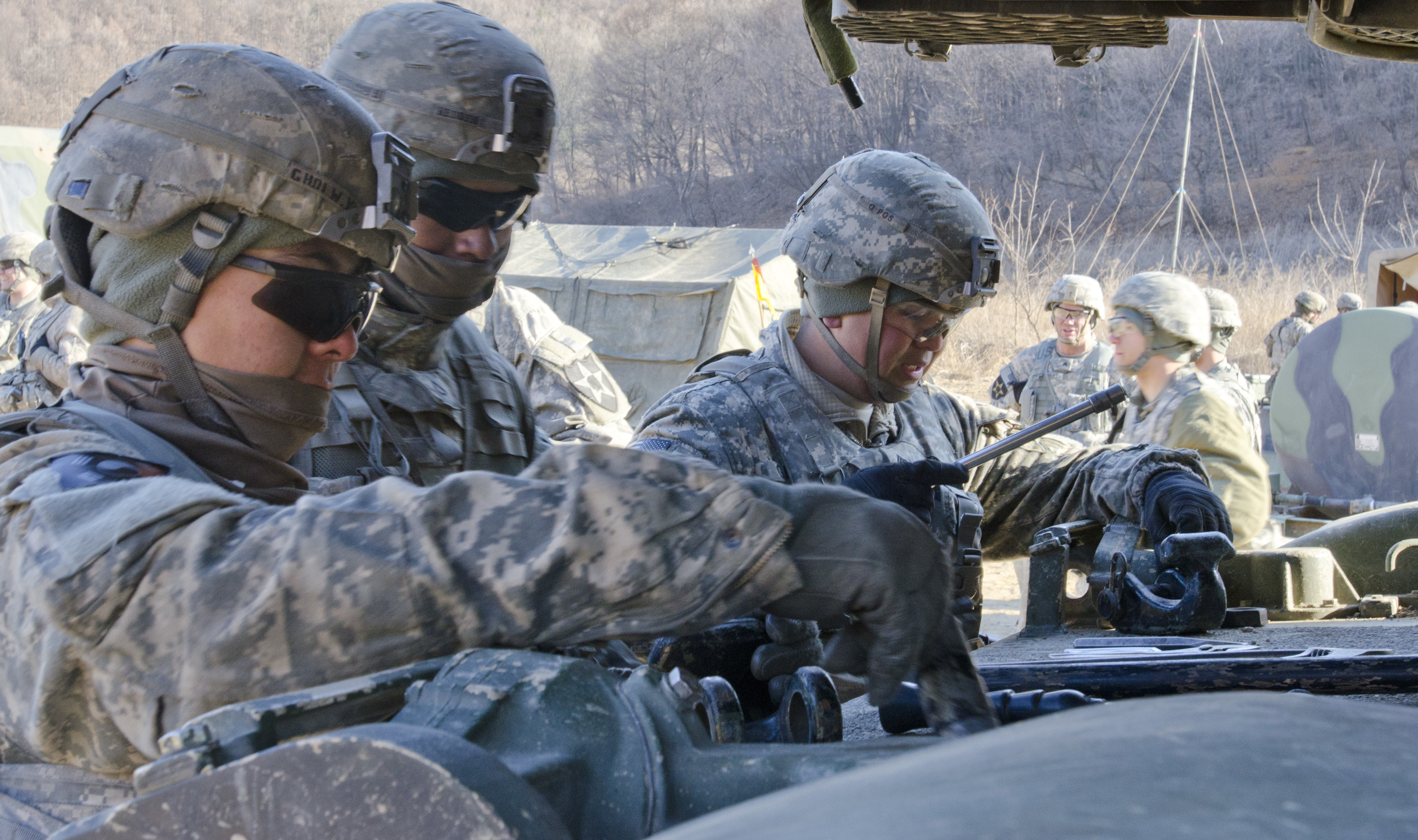
주한미군 제2사단 소속 카투사와 미군

카투사는 대한민국 육군에서만 파견하며 대한민국 해군, 대한민국 공군은 카투사를 모집 혹은 파견하지 않는다. 또한 카투사는 미국 육군으로만 파견되며, 해군이나 공군 등에서는 없다. 그 이유는 미국 해군과 공군은 그 특성상 장기 복무하는 직업군인 위주로 운영되며, 한국군 소속 연락장교 등을 제외하면 미군만으로도 충분히 충원되기 때문이다. 그러나 주한미군사령부 직할대와 같은 형식의 육/해/공 3군 합동부대 편제로서 해/공군과 합동으로 근무/작전하는 카투사들이 소수 있을 수 있다.

## 복무신조
English
I, as a Republic of Korea soldier assigned to the 8th United States Army, will defend my homeland and protect democracy. For the unification and honor of our country, I will do the followings.
1. We do our best to accomplish given duties with a high spirit of Soldier to become a role model of the ROKA soldiers.
2. We abide by regulations and reinforce the combined combat power with positive and active working attitudes.
3. We take pride in ourselves as a military ambassador and affirmatively encourage the mutual relations between the two Armies.

한국어
우리는 주한 미 8군에서 복무하는 대한민국 육군의 일원으로서 국토를 보위하고 자유민주주의를 수호하며 조국 통일과 국위 선양을 위해 다음 사항을 실천한다.

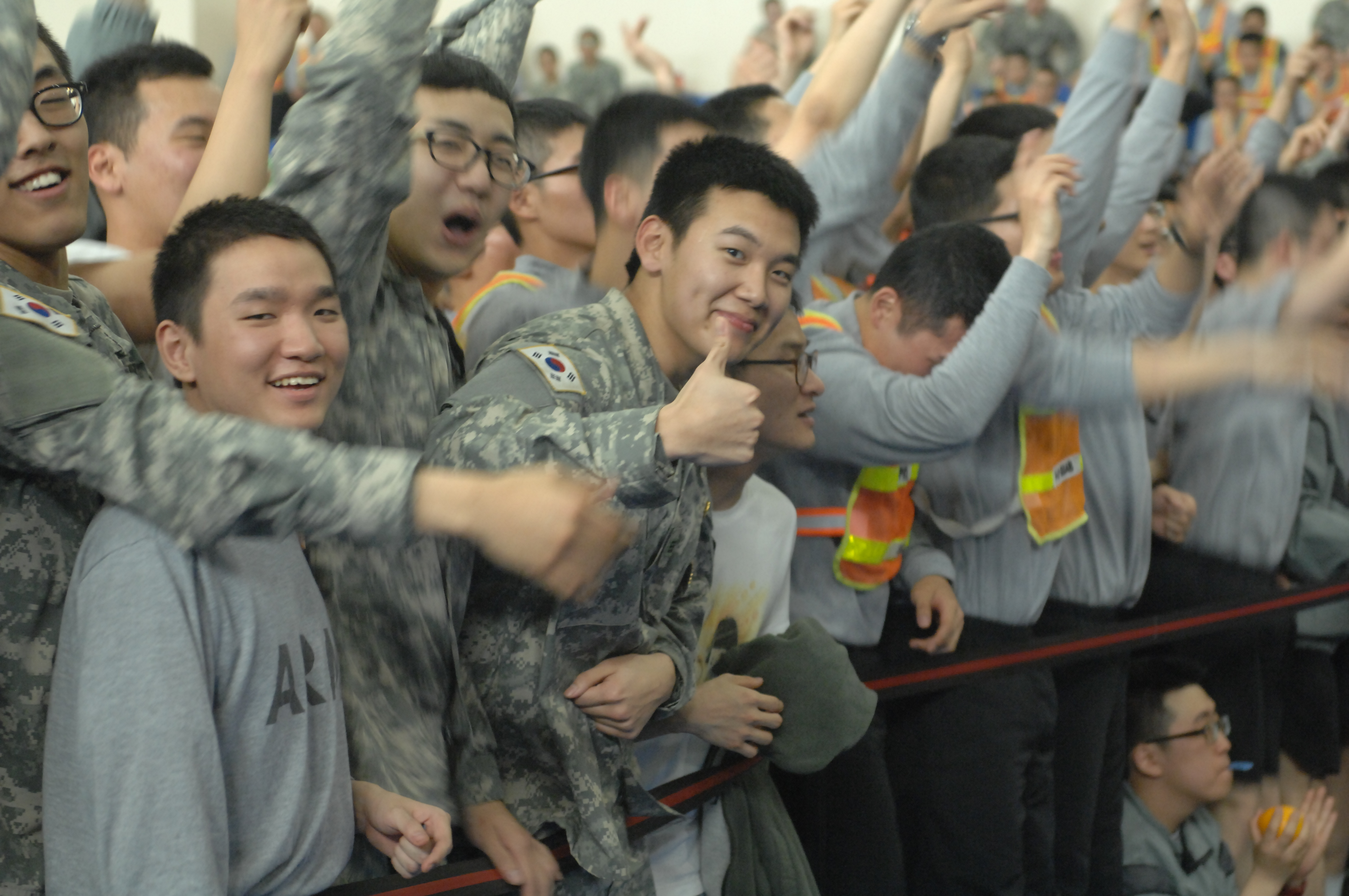
2015년 한미 친선 주간

1. 하나, 우리는 투철한 군인정신으로 부여된 임무에 최선을 다하며, 대한민국 육군의 표상이 된다.
2. 둘, 우리는 법규 및 규정을 준수하고, 적극적이며 능동적인 근무자세로 한미 연합 전투력을 증강한다.
3. 셋, 우리는 군사외교관으로서의 자부심을 가지고 상호 우호증진에 적극적으로 기여한다.

## 선발

### 병
과거에는 대한민국 육군의 육군훈련소에서 카투사를 차출하였고, 복무기간의 절반만 카투사로 보낼 수 있었다. 이러한 선발 방식은 영어 한 마디도 못 하는 사람들이 미군 부대에 들어가는 우연의 일치를 낳기도 하였다. 그 뒤 대한민국 병무청에서 카투사를 모집하는 전형을 시행하였으나(속칭 '중앙선발'), 육군훈련소에서 무작위로 차출한 뒤 간단한 영어 시험을 치르고 선발하는 경우도 있었다(속칭 '소선발').
2010년의 현역병 입영대상자 중 1,820명을 카투사 모집하여, 2012년 총원은 약 3,400여 명이다. 대한민국 육군, 해병, 의무경찰 등과 같이 복무기간은 2018년 전까지는 1년 9개월 이였지만, 이후 1년 6개월으로 변경되었다.
신체등위 1 - 3급인 현역병입영대상자로서 일정한 공인영어시험 점수를 획득하면 카투사에 지원할 수 있다. 보통 매년 9월에 대한민국 병무청 홈페이지를 통해 일괄 모집하며, 11월에 공개추첨(컴퓨터 난수)을 통해 최종 선발한다. 자신이 입영하고자 하는 달을 선택하여 지원한다. 지원가능 영어점수는 토익 780점, 텝스 299점, 토플 IBT 83점, G-TELP Level2 73점, FLEX 690점 이상으로, 모집연차별로 변경될 수 있다. 과거에는 자체시험을 치르거나 영어 점수별로 차등화하여 선발하였고 여러차례 응시할 수 있었지만, 2004년 이후로 현재와 같이 자격요건이 되는 지원자 중에서 공개추첨하는 방식으로 바뀌었고, 지원가능 횟수가 1회로 제한되어 있다. 따라서 공인영어시험 점수가 높다고 하여 선발 확률이 높아지지는 않는다. 이는 카투사를 선발할 때 구간을 나누어서 선발하기 때문이며 어느 구간에서나 선발될 확률은 10%로 동일하다. 컴퓨터 난수추첨으로 선발된다.
육군훈련소로 최초 입영하며 5주 간의 기초군사교육 이수 후, 경기도 평택시(캠프 험프리스)에 소재한 카투사 교육대(KTA)에서 3주간 후반기 교육을 받는다. 자대와 보직 배치는 KTA에서 학력, 자격증, 1주 차와 3주 차에 치르는 영어 능력시험(청해, 독해, 말하기, 쓰기), 그리고 카투사 지원시 제출한 공인영어성적 을 반영하여 보직을 추첨 한 후, 자대는 난수만으로 추첨한다. 일부 보직은 면접과 추첨에 의해 우선적으로 선발된다.
카투사의 대표적 근무지로는 크게 4개의 지역으로 AREA I, II, III, IV 로 나뉜다.
- Area I: USAG Red Cloud (캠프 레드 클라우드, 캠프 스탠리, 캠프 케이시, 캠프 호비 등)
- Area II: USAG Yongsan (용산 기지)
- Area III: USAG Humphreys (평택 기지)
- Area IV: USAG Daegu (캐럴 기지, 헨리 기지 등)

한미연합사나 합동참모본부, 외교통상부, 혹은 AFN 정훈병, 통역병으로 보임되며, 행정병이 되거나 전투부대에 전속되는 경우도 있다. 의무복무를 마치고 전역 시 육군 예비역 병장이 되며, 전시 동원시에도 예비역 병장인 카투사로 동원되고, 최종 전역 당시 부대의 보직을 바탕으로 군사특기를 부여받는다.
미군에서는 매 주말 부대장의 허가에 의한 외출(출타 당일 복귀) 및 외박(금요일 저녁에 나가서 일요일에 복귀하는 형태), 영어를 쓸 기회가 많은 점 때문에 많은 사람들이 지원한다. 보통 전역 후 계획에 의해 1~4월 달의 경쟁률이 다른 시기에 비해 높은 편이다. 모집 방법이 많이 바뀌기는 하였으나 현재 모집방법이 바뀌기 전에 일정 기간 동안은 논산에서 착출 군번과 시험 군번이 뒤섞여 있어서 학력의 차이는 있긴 하였지만, 당시에는 일반적인 한국군과 비교하여 학벌도 높아 소위 명문대 출신들이 상대적으로 많았다.
미국 육군의 계급은 모병제라 하여도, 1973년 이전의 징병제 기준 그대로의 계급 체계를 따르고 있다. 병의 경우 이병(Private), 일병(Private First Class)이며, 상병(Corporal)부터는 부사관이나 대한민국 육군은 하사부터 부사관이라는 점이 다르다.

### 부사관
임기제부사관의 경우만 존재한다.

## 논란
- 카투사 제도는 1950년 한국전쟁 중 이승만 대통령이 맥아더 극동/극동 육군/국제 연합군 사령관과 맺은 비공식적인 구두 협정에 따라 만들어졌으나, 제도를 위한 법적 근거가 존재하지 않는다.[9][10] 미 육군 제 8군 규정 제 600-2에 따라 카투사의 지위와 복지 관련 사항 등이 존재하나[11] 대한민국 법에 따르는 근거는 없다.

- 육군 인사사령부가 국민의힘 한기호 의원에게 제출한 ‘부대 미복귀 휴가 연장 현황’에 따르면 2017~2020년 카투사에서는 총 36명이 ‘전화 휴가 연장’을 했다.

## 같이 보기
- 재일학도의용군
- 대한민국의 미국 육군 시설 목록
- 지위협정
- 주한미군지위협정
- 주한 미군(USFK)
- 주한미군방송(AFN Korea)
- 미국의 군사
- 대한민국 국군
- 대한민국 국방부(MND)
- 대한민국의 병역 제도
- 국방개혁 2020
- 국방개혁 307계획
- 대한민국의 전시작전권 환수
- 전시 작전통제권
- 한국 근무단 - 민간 고용인
- 카트콤(한국전쟁 당시 영국 연방군이 운용했던 지금의 KATUSA와 유사한 시스템)

## 관련 자료
- 주한미군 공식사이트 2011년 1월 소개 브로셔
- 군사력 비교평가 방법론 소개[깨진 링크(과거 내용 찾기)] 국방정책연구 1999년 여름호에 게재
- '유용원의 군사세계' 한국국방연구원 주간국방논단 2007년 3월 5일자 '미국 예비군의 기동전략체제로의 전환 의미'
- 2009~2020년 주한미군 재배치 계획 비밀문서 해제 2009년 2월 4일
- 로버트 게이츠 미 국방장관- 한반도 유사시 지상군 지원은 지연될 것
- 주한美육군 1000명만 남을수도
- 美, `주한미군 완전철수'도 최근 검토
- "주한미군 차출 가능성 논의중"(종합)
- 정밀해부-전작권 전환 연기와 군사비 논쟁의 방정식-신동아 2010-08-25
- 미군과 생사고락 함께한 ‘최초의 카투사’ 류영봉